# Córy królewskie

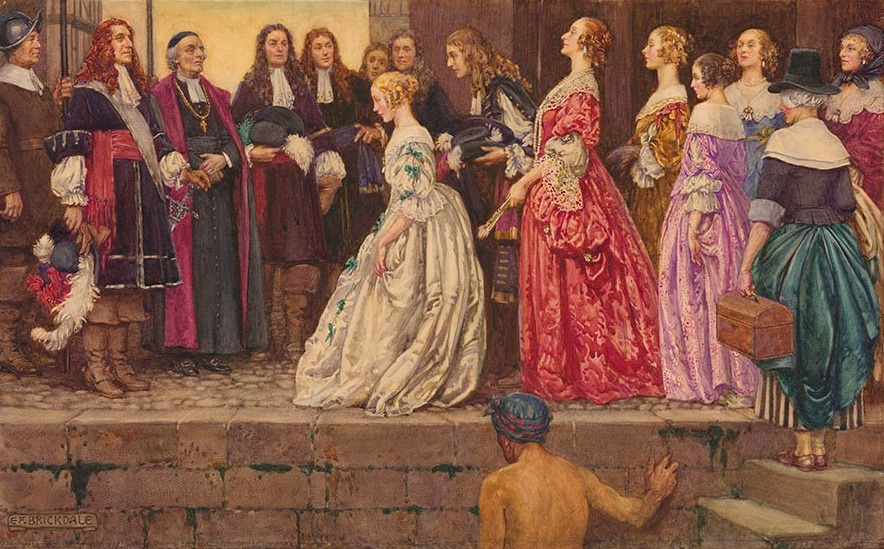
Eleanor Fortescue-Brickdale, Przybycie cór królewskich, 1927

Córy królewskie (fr. filles du roi) – młode kobiety wysłane z Francji metropolitalnej do Nowej Francji w latach 1663–1673. Organizatorami wyjazdów byli król Ludwik XIV i minister Jean-Baptiste Colbert. Na terenie kolonii koordynatorem przyjazdów był intendent Jean Talon.
W pierwszych latach istnienia Nowej Francji problemem był brak kobiet. Większość tych, które tam przybywały, była zakonnicami. Przykładowo w Montrealu około 1665 proporcja niezamężnych kobiet do nieżonatych mężczyzn wynosiła jeden do sześciu. Problem ten miało rozwiązać sprowadzenie większej ilości kobiet z samej Francji. Akcję taką zorganizował król Ludwik XIV, stąd kobiety te zwano "córami królewskimi". Było ich około 800.
Córy królewskie miały co najwyżej 25 lat; ich średnia wieku wynosiła 22 lata. Pochodziły głównie z Paryża, Rouen i La Rochelle. Były dobrze wykształcone – prawie 350 ukończyło szkołę przy Hôpital général, paryskim sierocińcu. Lepszym wykształceniem legitymowały się córy królewskie pochodzące z rodzin mieszczańskich (prawie 60) i zubożałych szlacheckich rodów (kilkanaście). Król przeznaczył każdej córze królewskiej uposażenie w wysokości od 50 do 100 liwrów.
Po przyjeździe do kolonii córy królewskie wychodziły dość szybko za mąż, zwykle po kilku tygodniach. Nieraz zdarzało się, że to kobieta wybierała męża, a nie na odwrót. Córy królewskie, wychowane w wierze katolickiej, lepiej wykształcone od przeciętnych Francuzek, wywarły silny wpływ na tworzenie się quebeckiej wspólnoty.
Istnieją przekazy, że córy królewskie były kobietami lekkich obyczajów, zgarniętymi z paryskich ulic i wysłanymi za Atlantyk. Większość naukowców kwestionuje te przekazy, wskazując na to, że córy królewskie były bardzo wyselekcjonowaną grupą kobiet, nad ich moralnością w pierwszych miesiącach pobytu w Nowej Francji czuwały zakonnice, a te, które prowadziły się niestosownie, mogły być odsyłane z powrotem.